# متكافئ السكان
متكافئ السكان (بالإنجليزية: Population equivalent، وتُعرف اختصارًا بـ PE)، في معالجة مياه الصرف الصحي، هو الرقم الذي يعبر عن نسبة إجمالي حمولة التلوث الناتجة خلال 24 ساعة بواسطة المرافق والخدمات الصناعية إلى حمولة التلوث الفردية في مياه الصرف الصحي المنزلية الذي يُنتجها شخص واحد في نفس الوقت. للحسابات العملية، يُفترض أن وحدة واحدة تساوي 54 جرامًا من الطلب الأوكسجيني البيولوجي لكل 24 ساعة.
{\displaystyle PE={\dfrac {BOD\ load\ from\ industry\ \left[{\dfrac {kg}{day}}\right]}{0.054\ \left[{\dfrac {kg}{inhab\cdot day}}\right]}}}